# Боги Египта (фильм)
«Боги Египта» (англ. Gods of Egypt) — приключенческий фантастический фильм по мотивам мифологии Древнего Египта, снятый Алексом Пройасом, с Джерардом Батлером, Джеффри Рашем и Николаем Костером-Вальдау в главных ролях.
В США премьера кинофильма состоялась 26 февраля 2016 года, в России фильм вышел на экраны 25 февраля.

## Сюжет
…Вновь созданный мир заселён богами. Боги являются творцами смертных — людей, которые, в свою очередь, обслуживают божественное благосостояние. Боги отличны от людей, они выше ростом; могут преображаться в зооморфных существ, облачённых в биомеханические металлизированные доспехи; в божественных жилах вместо крови красного цвета течёт кровь цвета золотого, и живут они тысячелетия в людском времяисчислении…
Власть в обитаемом мире поделена между богами-братьями: Осирисом, богом природы и жизни, и Сетом, богом красной пустыни. Однако приходит день, когда старший бог Осирис решает отдать власть над страной (см. Древний Египет) своему сыну Гору.
…Гор просыпается в своих покоях после попойки, его посещает невеста — богиня Хатор, и напоминает о важном предстоящем событии — о коронации.
Во время церемонии передачи царской власти по наследству от Осириса его сыну Гору Сет убивает своего брата Осириса и узурпирует власть в Египте. Гор пытается отомстить братоубийце, но терпит поражение, и Сет вырывает глаза поверженного бога — источник его силы преображения в закованного в доспехи сокола. Только вмешательство богини любви Хатор спасает жизнь Гора, которого бог-победитель милует. Сет же, став новым правителем Египта, устанавливает рабский порядок и плату за проход в загробный мир. Возлюбленная Гора Хатор становится любовницей правителя объединённого Египта.
На фоне божественных внутрисемейных разборок рассказывается от первого лица история молодого вора Бека и его возлюбленной Заны. Бек и Зана порабощены, как и все смертные после государственного переворота, устроенного Сетом. Зана, будучи рабыней придворного архитектора Уршу и тайной приверженицей поверженного Гора, наущает Бека выкрасть из сокровищницы Сета глаза бога Гора, при этом показывает Беку архитектурные планы сокровищницы и пустынной пирамиды Сета. Бек ворует глаз Гора, так как в сокровищнице оказался только один, однако, вернувшись, попадает в засаду, устроенную Уршу, из которой пытается бежать со своей девушкой. В ходе погони Уршу выстрелом из лука убивает Зану. Решив, что только Гор может помочь ему воскресить убитую девушку, Бек направляется в святилище бога, где тот влачит жалкое существование слепого пьяницы, питаясь подношениями редких почитателей.
Бек заключает с Гором договор о том, что человек помогает богу пробраться в пирамиду Сета, дабы разрушить источник его силы, а бог, в свою очередь, помогает вернуть Зану из загробного мира. При этом Гор умалчивает о том, что фактической властью возвращать смертных из загробного мира он не обладает, как не обладают такой властью и прочие земные боги, в том числе, загробный бог Анубис. Вместе человек и бог отправляются на орбиту плоской Земли на Ладью Миллионов Лет — космический корабль бога Ра, создателя жизни на Земле и отца богов Осириса и Сета.
Спрятав Бека в трюм космической ладьи, дабы тот не сгорел от божественного сияния Ра, Гор просит своего деда вмешаться в земные дела, а также вернуть утраченные Гором по причине отсутствия второго глаза божественные силы преображения, но бог Солнца отказывается вмешиваться, поскольку занят еженощной борьбой с гигантским демоном-червём Апофисом. Наряду с этим, Гор просит разрешения наполнить флягу водой творения из божественной реки, на что Ра сообщает, что вода ему не принадлежит, и даёт ряд наставлений Гору. Полученная Гором вода творения способна потушить огненную пустыню — источник силы Сета.
Сет готовится стать правителем всего мира, для этого он должен сломить оплот последнего сопротивления богов-сепаратистов — цитадель его жены Нефтиды, а затем покорить последнюю свободную от царской власти территорию — загробное царство. Разбив защиту непокорных богов, Сет калечит свою жену, оторвав её крылья.
Вынужденная любовница Сета Хатор сбегает от него и присоединяется к человеку и богу. В ходе путешествия герои привлекают на свою сторону Тота и встречают сфинкса, охраняющего пирамиду с огненной пустыней. С помощью Тота успешно разгадав загадку сфинкса, они проникают в сердце пирамиды, где попадают в ловушку Сета. Сет убивает Тота, забрав его мозг, а в ходе короткого разговора с Беком поясняет, что даже боги не в силах вернуть умершего человека. Благодаря короткому замешательству человека Сет уничтожает пузырёк с водой творения. Пирамида начинает рушиться, но Гору удаётся сломать ловушку, и герои благополучно выбираются наружу. Понимая, что шансов победить больше нет и, желая помочь Беку в последний раз попрощаться с Заной, Хатор призывает бога Анубиса, где просит передать золотой браслет, защищающий её от демонов, в качестве платы за проход в загробный мир; она жертвует собою. Как только Хатор снимает браслет, её забирают демоны, Бек же отправляется с Анубисом в загробный мир.
В это самое время Сет вставляет в себя мозг Тота, левый глаз Гора, крылья Нефтиды, сердце Осириса, обретя их силы, и отправляется в обитель Ра. В ходе разговора Ра призывает сына занять его место, однако он хочет жить вечно и вечно править на Земле. Сет в ходе короткой бытовой перепалки, в которой он, обвинив отца в том, что тот лишил его возможности давать жизнь (радости деторождения и отцовства), при помощи сил других богов ранит Ра и отбирает его посох, которым тот сдерживал Апофиса. Поверженный бог солнца падает в воды творения и отправляется по течению духов, будучи беспомощным без своего посоха.
Обладая посохом, Сет гонит червя Апофиса к реке Нил, чтобы тот уничтожил источник жизни на Земле — это разрушит Врата мёртвых. Анубис, из последних сил сдерживая разрушение границ двух миров, просит Бека присоединиться к Гору в схватке с Сетом и исправить разрушающийся мир. Гор и Бек, которого из загробного мира на Землю вернул Анубис, вступают в схватку с Сетом. Во время боя Бек вырывает второй глаз Гора из тела Сета, но получает смертельную рану и гибнет на руках бога неба. Гор же, наконец осознав смысл своей жизни, состоящий в защите населения Земли, убивает Сета. Девочка, подобравшая на улице упавший второй глаз Гора, возвращает его богу-победителю. Ра получает обратно свой посох и прогоняет червя, после чего является к Гору и спрашивает, чего тот желает. Гор просит сделать то, что не может он — вернуть к жизни Бека и Зану.
Гор коронуется на царство объединённым Египтом, на церемонии присутствуют воскрешённые боги, в том числе Тот, а также излеченная Нефтида. Первым повелением он определяет новую плату за проход в загробный мир — добрые дела.
В конце повествования выясняется, что золотой браслет Хатор оставался у Бека, и Гор отправляется за своей любимой, оставив Египет во временное управление своему визирю — Беку.

## В ролях
| Актёр                  | Роль                                                          |
| ---------------------- | ------------------------------------------------------------- |
| Джеффри Раш            | бог солнца Ра отец Сета и Осириса                             |
| Джерард Батлер         | бог пустыни, позднее узурпатор Египта Сет брат Осириса        |
| Брайан Браун           | бог природы и жизни, царь Египта Осирис брат Сета и отец Гора |
| Рэйчел Блейк           | царица Египта Исида жена Осириса и мать Гора                  |
| Николай Костер-Вальдау | бог неба Гор сын Осириса и племянник Сета                     |
| Элоди Юнг              | богиня любви Хатор возлюбленная Гора и любовница Сета         |
| Чедвик Боузман         | бог мудрости Тот                                              |
| Брентон Туэйтес        | молодой вор Бек закадровый рассказчик истории                 |
| Кортни Итон            | Зана возлюбленная Бека и рабыня Уршу                          |
| Руфус Сьюэлл           | придворный архитектор Уршу                                    |
| Эмма Бут               | богиня защиты Нефтида жена Сета                               |
| Эбби Ли Кершоу         | богиня войны Анат одна из богов, преданных Сету               |
| Яя Ден                 | богиня Астарта одна из богов, преданных Сету                  |
| Горан Д'Клюе           | бог загробного мира Анубис                                    |
| Александр Инглэнд      | бог Мневис один из богов, преданных Сету                      |
| Брюс Спенс             | бог-верховный судья в загробном мире                          |
| Робин Невин            | Шарифа старуха, осуждённая в Загробном Суде                   |
| Кеннет Рэнсом          | Сфинкс зооморфное существо, охранявшее пирамиду Сета          |

## Отзывы
Фильм получил негативные отзывы критиков. В основном ругали за злоупотребление компьютерной графикой, неудачный подбор актёров по цвету кожи, намеренное упрощение весьма сложной мифологии Египта в угоду аудитории, а также шаблонность сюжетных ходов и персонажей. На Rotten Tomatoes «Боги Египта» имеют рейтинг 16 % со средним баллом 3,5 из 10.
На критику режиссёр ответил в своём Facebook:
«Мне никогда не дарили хороших рецензий по любым из фильмов. Разве что критики, которые думают сами. Увы, они почти все умерли. Кажется, я снимаю не те фильмы, которые нужны критикам. Теперь они наточили свои топоры и рвут наш проект, якобы прикрываясь политкорректностью, обвиняя меня в расизме. Вот такие они безвольные идиоты.
Современная эпоха технологий делает критиков бесполезными, они как динозавры и газеты — скоро вымрут. Теперь любой зритель может сообщением рассказать друзьям свои мысли о фильме. Так что сами критики лишь пытаются соответствовать общественным настроениям.
Как этого добиться? Полазить в интернете, почитать мнения коллег и блогеров, а затем написать аналогичное. Заприте критика одного в комнате с фильмом, который ещё никто не видел, и он не будет знать, что о нём сказать. Кинокритики потеряли чувство вкуса и личное мнение, поскольку предпочитают следовать мейнстримным течениям, чтобы их оценка не удалялась от средней.

Я аплодирую любому зрителю, у которого есть своё мнение о том, плохим вышел фильм или хорошим, не основанным исключительно на чьих-то рецензиях».